# Романцев, Геннадий Михайлович
Генна́дий Миха́йлович Рома́нцев (27 ноября 1950, Челябинск — 17 декабря 2017, Екатеринбург) — советский и российский учёный, педагог, действительный член Российской академии образования (2005), доктор педагогических наук, профессор, ректор Российского государственного профессионально-педагогического университета (РГППУ) (1993—2013); научный руководитель РГППУ (с апреля 2013 года по 2017).

## Образование
В 1973 году окончил Физико-технический факультет Уральского политехнического института. В 1978 году защитил диссертацию на соискание учёной степени кандидата химических наук. В 1985 году Г. М. Романцеву присвоено учёное звание доцента.
В 1998 году защитил диссертацию на соискание учёной степени доктора педагогических наук по теме «Теоретические основы развития начального профессионального образования в России». Утверждён в звании профессора.
В 1999 году избран в члены-корреспонденты Российской академии образования. В 2005 году Г. М. Романцев становится её действительным членом.

## Работа в РГППУ (СИПИ, УГППУ)
Работает в университете с момента его основания. С августа 1979 года является старшим научным сотрудником СИПИ, с октября 1981 года — старшим преподавателем. С 1982 по 1987 годы Г. М. Романцев возглавлял кафедру общей химии института. В 1991 году становится проректором по научной работе. В 1992 году становится исполняющим обязанности ректора, а в 1993 году впервые на альтернативной основе из 5 кандидатур был избран ректором. Находился в этой должности до 22 апреля 2013 года.
В апреле 2013 года переходит на должность научного руководителя РГППУ. Выдвинут учёным советом на должность президента университета, впервые вводимую в данном вузе.
Скончался 17 декабря 2017 года. Похоронен на Сибирском кладбище на аллее урновых захоронений.

## Награды
- Почётная грамота губернатора Свердловской области (1999)
- Нагрудный знак «Почётный работник высшего профессионального образования Российской Федерации» (2000)
- Орден Дружбы (2001)
- Международная награда «Святая София» за личный вклад в возрождение духовности, национальной науки и культуры (2004)